# Orbit Books
Orbit Books este o editură internațională specializată în publicarea unor cărți fantastice și științifico-fantastice.

## Istorie
A fost fondată în 1974 ca parte a companiei Macdonald Futura.  În 1992, compania sa mamă a fost achiziționată de Little, Brown & Co., la acea vreme parte din Time Warner Book Group.
În 1997, Orbit Books a achiziționat eticheta editorială Legend, deținută până atunci de Random House.
În 2006, compania mamă a editurii Orbit, Little, Brown, a fost vândută de Time Warner grupului editorial francez Hachette Livre.
În vara anului 2006, Hachette a anunțat că Orbit Books urma să se extindă pe plan internațional prin crearea unor sucursale Orbit în Statele Unite și Australia. Directorul publicațiilor Orbit Books Tim Holman s-a mutat la New York pentru a întemeia noua editură americană Orbit, integrată în filiala americană Hachette Book Group USA. În iunie 2007, Bernadette Foley a fost încredințată cu conducerea editorială a Orbit Australia, o editură deținută de Hachette Livre Australia.
În 2020, popularitatea serialului Netflix The Witcher a făcut ca editura să retipărească toate titlurile seriei Witcher ale autorului polonez Andrzej Sapkowski.

## Autori
- Allen Steele
- Amanda Carlson
- Amanda Downum
- Anderzej Sapkowski
- Andy Remic
- Angus Watson
- Ann Leckie
- Annalee Newitz
- Barb & JC Hendee
- Brandon Sanderson
- Brent Weeks
- Brian Ruckley
- Brian W. Aldiss
- Celia Friedman
- Celine Kiernan
- Charles Stross
- Charlie Fletcher
- Charlie Huston
- Christopher Moore
- Daniel Abraham (also as M. L. N. Hanover)
- David Brin
- David Dalglish
- David Farland
- Elizabeth Moon
- Fiona McIntosh
- Gail Carriger
- Gail Z. Martin
- Glenda Larke
- Helen Lowe
- Heather Child
- Iain M. Banks
- Ian Graham
- Ian Irvine
- James Clemens
- James S. A. Corey
- Jaye Wells
- Jeff Somers
- Jennifer Rardin
- Jesse Bullington
- Jim Butcher
- Jo Graham
- Joe Abercrombie
- Joel Shepherd
- John R. Fultz
- Jon Courtenay Grimwood
- Josiah Bancroft
- J. V. Jones
- K. J. Parker
- Karen Miller
- Karen Traviss
- Kate Elliott
- Kate Griffin
- Kelley Armstrong
- Ken MacLeod
- Kevin Hearne
- Kevin J. Anderson
- Kristen Painter
- Kim Stanley Robinson
- Laurell K. Hamilton
- Lilith Saintcrow
- Luke Arnold
- Marianne de Pierres
- Marjorie M. Liu
- Michael Cobley
- Michael J. Sullivan
- Mike Carey
- Mira Grant
- Mur Lafferty
- N. K. Jemisin
- Nicole Peeler
- Nicholas Eames
- Orson Scott Card
- Pamela Freeman
- Paolo Bacigalupi
- Patricia Briggs
- Philip Palmer
- Andrzej Sapkowski
- R Scott Bakker
- Rachel Aaron
- Rachel Neumeier
- Robert Buettner
- Robert Jackson Bennett
- Russell Kirkpatrick
- Sean Williams
- Simon Morden
- Stephen Aryan
- T. C. McCarthy
- Tad Williams
- Tade Thompson
- Tanya Huff
- Tasha Suri
- Terry Brooks
- Terry DeHart
- Tim Lebbon
- Trent Jamieson
- Tricia Sullivan
- Trudi Canavan
- Walter Jon Williams

## Legături externe
- orbitbooks.net

## Vezi și
- Listă de edituri de literatură fantastică
- Listă de edituri de literatură științifico-fantastică